# Czerwień (Karkonosze)
Czerwień (niem. Rotehübel, 625 m n.p.m.) – szczyt w Karkonoszach w obrębie Karkonoskiego Padołu Śródgórskiego, na południowy zachód od Zachełmia.
Zbudowany z granitu karkonoskiego.